# محمد سيد بشير
محمد سيد بشير (مواليد 6 يونيو 1987) هو كاتب سيناريو مصري، قام بكتابة العديد من الأعمال السينمائية والتلفزيونية أبرزها فيلم هروب اضطراري، ومسلسل أيوب.

## مشواره الفني
ولد محمد سيد بشير عام 1987 في مدينة القاهرة، وتخرج من كلية تجارة شعبة محاسبة والتحق بالعمل بمجال البورصة بإحدى الشركات الكبرى ثم انتقل للعمل بمجال البنوك قبل أن يحترف الكتابة في عام 2014، عُرف بشير بتقديمه لأعمال تميل للتشويق والأكشن وأخر أعماله حقق أعلى إيرادات في تاريخ السينما المصرية بفيلم هروب اضطراري. وعمل مع عدد من المخرجين منهم محمد سامي، طارق رفعت، أحمد خالد موسى، وأحمد علاء الديب، وبدأ مشواره الفني في عام 2014 ضمن ورشة كتابة قامت بكتابة مسلسل كلام على ورق للفنانة هيفاء وهبي ثم اتجه للكتابة منفردًا عام 2015 وقدم مسلسل سبع أرواح للفنان خالد النبوي وإياد نصار، على صعيد السينما قدم بشير فيلم هروب اضطراري للفنان أحمد السقا 2016 وفيلم العارف للفنان أحمد عز ومسلسل أيوب للفنان مصطفى شعبان.

## أعماله الفنية
- هروب اضطراري [1][2][3]
- كلام علي ورق [4][5][6]
- سبع أرواح [7][8]
- يونس [9][10]
- أيوب [11][12][13]

## وصلات خارجية
- محمد سيد بشير على موقع قاعدة بيانات الأفلام العربية